# NGC 1972
NGC 1972 је расејано звездано јато у сазвежђу Златна риба које се налази на NGC листи објеката дубоког неба.
Деклинација објекта је - 69° 50' 18" а ректасцензија 5h 26m 47,4s. Привидна величина (магнитуда) објекта NGC 1972 износи 12,6. NGC 1972 је још познат и под ознакама ESO 56-SC129.